# میهو مانیا
میهو مانیا (ژاپنی: 万屋 美穂؛ زادهٔ ۵ نوامبر ۱۹۹۶) بازیکن فوتبال اهل ژاپن است که در تیم‌های ملی فوتبال زیر ۱۷ سال زنان ژاپن و زنان ژاپن بازی کرده‌است.